# Birte Christoffersenová
Birte Christoffersenová (28. března 1924 Kodaň) je bývalá dánská a švédská reprezentantka ve skocích do vody.
Původně se věnovala gymnastice, pak se zaměřila na vodní sporty a stala se členkou kodaňského klubu Kvindelig Idrætsforening. Sedmnáctkrát se stala mistryní Dánska ve skocích do vody. Na olympijských hrách 1948 v Londýně získala bronzovou medaili ve skoku z desetimetrové věže, porazily ji pouze Američanky Vicki Dravesová a Patsy Elsenerová. Na londýnských hrách startovala také ve skoku z třímetrového prkna, kde obsadila deváté místo. Na mistrovství Evropy 1950 vybojovala v obou skokanských disciplínách bronzovou medaili. 
V roce 1951 se provdala za švédského sportovce Hanse Hansona a stala se občankou Švédska. Pro novou zemi získala pod jménem Birte Hansonová na evropském šampionátu v roce 1954 dvě stříbrné medaile. Na LOH 1956 byla osmá ve skoku z věže a devátá ve skoku z prkna. Na ME 1958 obsadila třetí místo ve skoku z věže za reprezentantkami Sovětského svazu Aldonou Kareckaitéovou a Raisou Gorochovskou. Rozloučila se na římské olympiádě v roce 1960, kde skončila ve skoku z věže na dvanáctém místě. Získala čtyřicet titulů na švédském skokanském šampionátu.
Po ukončení kariéry pracovala jako tělocvikářka v Malmö. V roce 1973 se znovu provdala a přijala jméno Birte Ekbergová. Žije v Limhamnu na předměstí Malmö a je nejstarší žijící švédskou i dánskou olympioničkou a nejstarší účastnicí OH ve skocích do vody.
Její neteř Ida Hansonová reprezentovala Švédsko na olympiádě v roce 1976.  